# Jan Gunder Knudsen
Jan Gunder Knudsen (født 25. april 1950, død 25. marts 2022) var en dansk civilingeniør i kemi og datalogi, erhvervsleder, entreprenør, iværksætter.
Jan Gunder Knudsen grundlagde flere virksomheder med national og international gennemslagskraft. Han var medgrundlægger af, og i en årrække administrerende direktør for, softwareselskabet Uniras A/S, oprindeligt European Software Contractors (ESC) A/S (1979), der var pioner inden for skabelsen af, hvad man i dag kender af computergrafik, printerteknologi, raster-farve-grafik/dithering m.m.

## Tidlig karriere
Knudsen blev uddannet civilingeniør i 1975.
I 1979 grundlagde han verdens første computer-farve-raster-grafik-selskab Uniras A/S (European Software Contractors A/S), som meget hurtigt fik et betydeligt antal kunder blandt verdens FORTUNE 1000-selskaber.
Det hurtigt voksende selskab, som nåede op på at have 133 ansatte, datterselskaber, salgs- og supportafdelinger i fem byer i USA, i Frankrig, Tyskland, England, Sverige, Italien og Japan, blev med Hafnia Invest som ny investor på tragisk vis revet med som sideeffekt ved Hafnias fald i slutningen af firserne. 
Grundlagde i 1989 AutoGraph International, der bl.a. udviklede nogle af de essentielle algoritmer til JPEG billedkomprimering (encoding/decoding), der i dag bruges internationalt som standard på internettet.

## Privat
Jan Gunder Knudsen var barnebarn af kongelig operasanger og komponist Gunder Knudsen (1883-1947). I 22 år (1976-1998) var han gift med skuespiller, sanger og danser Annette (Wallenstrøm) Blichmann.